# 479th Flying Training Group
Pour les articles homonymes, voir FTG.

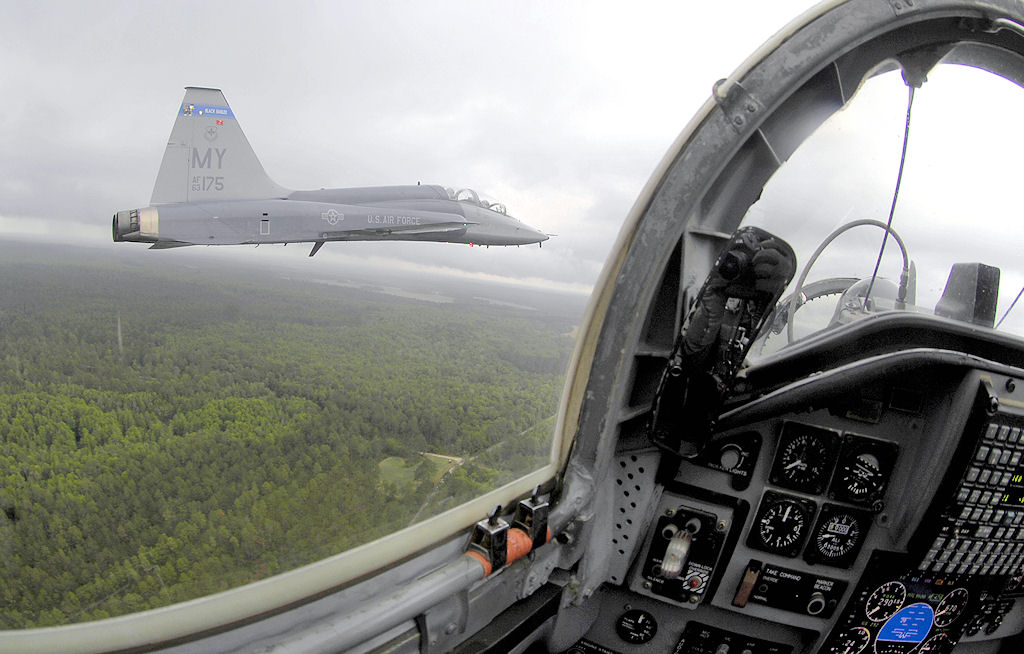
T-38C du 479th Fighter Training Group

Le 479th Flying Training Group (479th FTG, 479e Groupe d'entrainement aérien), est une ancienne unité de l'Air Education and Training Command de l'United States Air Force qui était basée à Moody Air Force Base en Géorgie au moment de sa dissolution le 21 juin 2007.